# Saignelégier
Saignelégier ist eine politische Gemeinde und Hauptort des Distrikts Franches-Montagnes im Kanton Jura in der Schweiz. Der frühere deutsche Name Sankt Leodegar wird heute nicht mehr verwendet.
Per 1. Januar 2009 haben die bis dahin selbständigen Gemeinden Goumois und Les Pommerats mit Saignelégier fusioniert.

## Geographie
Saignelégier liegt auf 978 m ü. M., 22 Kilometer nordöstlich von La Chaux-de-Fonds (Luftlinie). Der Ort mit leicht städtischem Gepräge erstreckt sich auf einem breiten Sattel der Jurahochfläche der nördlichen Freiberge (französisch Franches Montagnes), am Rand des tief eingeschnittenen Tals des Doubs.
Die Fläche des 11,7 km² grossen Gemeindegebiets umfasst einen Abschnitt der leicht gewellten Hochfläche des Plateaujuras, auf der sich moorige, meist oberirdisch abflusslose Senken mit Kuppen aus Kalkstein abwechseln. Im Westen reicht das Gemeindegebiet bei Derrière le Cras bis an den Rand vor dem Steilabfall ins Doubstal. Die nördliche Abgrenzung bildet die Höhe des Haut Bémont (1075 m ü. M.). Nach Südosten erstreckt sich das Gebiet über die ausgedehnten Juraweiden der Freiberge mit einzeln oder in Gruppen stehenden grossen Fichten sowie dazwischenliegenden Waldgebieten bis zur Senke des Torfmoors La Tourbière. Der höchste Punkt der Gemeinde befindet sich mit 1088 m ü. M. auf der Höhe des Chaumont. In den Senken befinden sich die beiden Moorseen Étang de la Gruère und Étang des Royes. Von der Gemeindefläche entfielen 1997 9 % auf Siedlungen, 32 % auf Wald und Gehölze, 56 % auf Landwirtschaft, und etwas weniger als 3 % war unproduktives Land.
Zu Saignelégier gehören die Weiler Les Cerlatez (1003 m ü. M.), La Theurre (1012 m ü. M.) und Le Chaumont (1044 m ü. M.), alle auf der Hochfläche der Freiberge gelegen, sowie weit über die Juraweiden verstreut zahlreiche Einzelhöfe. Nachbargemeinden von Saignelégier sind Soubey, Les Enfers, Le Bémont, Les Breuleux, Muriaux und Le Noirmont im Kanton Jura, Tramelan im Kanton Bern sowie die französischen Gemeinden Charmauvillers, Goumois,  Fessevillers und Indevillers.

## Bevölkerung
| Bevölkerungsentwicklung | Bevölkerungsentwicklung |
| Jahr                    | Einwohner               |
| ----------------------- | ----------------------- |
| 1850                    | 754                     |
| 1900                    | 1410                    |
| 1930                    | 1374                    |
| 1960                    | 1636                    |
| 1980                    | 1824                    |
| 1990                    | 1911                    |
| 2000                    | 2145                    |

Mit 2568 Einwohnern (Stand 31. Dezember 2023) ist Saignelégier bevölkerungsmässig der grösste Ort des Distrikts Franches-Montagnes und gehört auch zu den grössten Gemeinden des Kantons Jura. Von den Bewohnern sind 91,4 % französischsprachig, 3,2 % deutschsprachig und 0,9 % italienischsprachig (Stand 2000). Die Bevölkerungszahl von Saignelégier verzeichnete in der zweiten Hälfte des 19. Jahrhunderts deutliche Zuwachsraten. Als eine der wenigen Gemeinden des Distrikts registrierte die Gemeinde seit 1950 ein kontinuierliches Wachstum.

## Wirtschaft
Das Schwergewicht des Erwerbslebens von Saignelégier hat sich im Laufe des 19. Jahrhunderts von der Landwirtschaft zur Industrie verschoben. Die Uhrenindustrie gewann aber erst zu Beginn des 20. Jahrhunderts allmählich an Bedeutung. Heute gibt es am Rand des Ortes zwei Industrie- und Gewerbezonen, unter anderem mit einigen Betrieben in der Uhren- und insbesondere in der Uhrengehäuseherstellung (z. B. Aerowatch). Wichtigster Arbeitgeber ist die Uhrenfirma Maurice Lacroix. Auch die mechanischen Werkstätten bieten zahlreiche Arbeitsplätze an. In einer Käserei wird der Tête de Moine produziert, eine wichtige Käsesorte der Region. An Bekanntheit hat auch die Brasserie des Franches Montagnes BFM mit ihren innovativen Biersorten gewonnen. Zahlreiche Erwerbstätige arbeiten im Dienstleistungssektor, vor allem in der Verwaltung. Saignelégier ist Sitz des Bezirksgerichts, des Bezirksspitals und des kantonalen Amts für Sozialversicherung.
Die Weiler sind jedoch weiterhin landwirtschaftlich geprägt und auf Milchwirtschaft und Viehzucht ausgerichtet.

## Gesundheitswesen
Saignelégier verfügt über ein öffentliches Spital mit 24-Stunden-Notfallversorgung. Es gehört zum Klinikverbund des Hôpital du Jura.

## Kultur und Tourismus
Saignelégier ist ein wichtiges Zentrum des Sommer- und Wintertourismus auf den Freibergen. Es besitzt seit 1985 ein grosses Freizeitzentrum mit Schwimmbad, Sporthallen, Konferenzräumen, einem Eislaufstadion und einem Hotel.
Alljährlich findet am zweiten Sonntag im August in Saignelégier der Marché-Concours national de chevaux, ein nationaler Pferdemarkt, statt. Diese Festivität zieht jeweils Tausende von Besuchern auch aus Regionen weit ausserhalb des Kantons Jura an.

## Verkehr
Die Gemeinde ist verkehrsmässig recht gut erschlossen. Sie liegt am Strassenkreuz der Hauptstrassen von Delémont nach La Chaux-de-Fonds und von Tavannes zum Grenzübergang Goumois. Am 7. Dezember 1892 wurde die Eisenbahnlinie der Saignelégier–La Chaux-de-Fonds-Bahn, einer Vorgängerin der Chemins de fer du Jura, eröffnet. Die Einweihung der Fortsetzung der Strecke durch den Régional Saignelégier–Glovelier erfolgte am 21. Mai 1904. Für die Feinverteilung im öffentlichen Verkehr sorgen die Postautokurse von Saignelégier nach Glovelier sowie von Tramelan via Saignelégier nach Goumois.

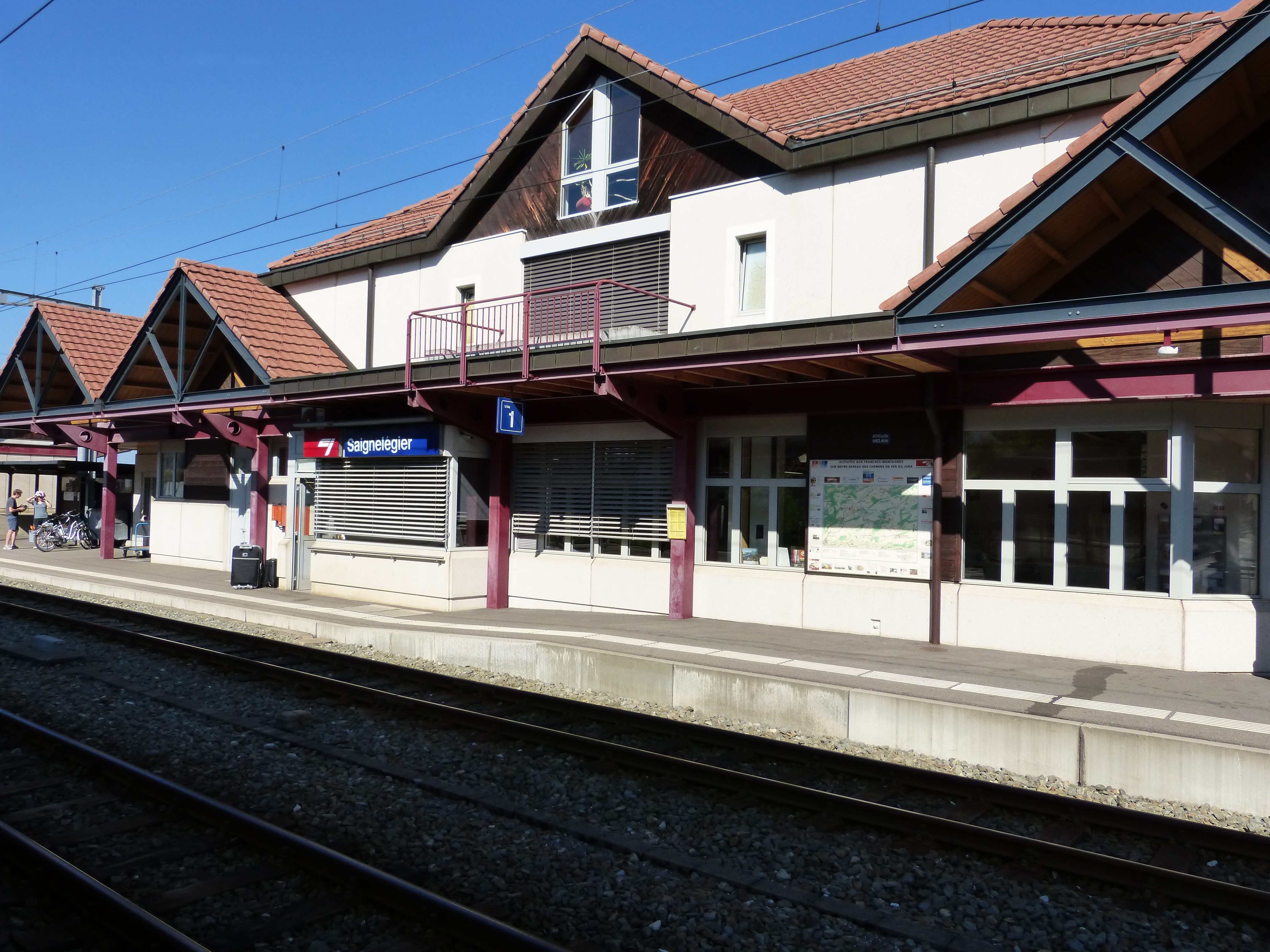
Bahnhof Saignelégier, Bahnseite (2015)
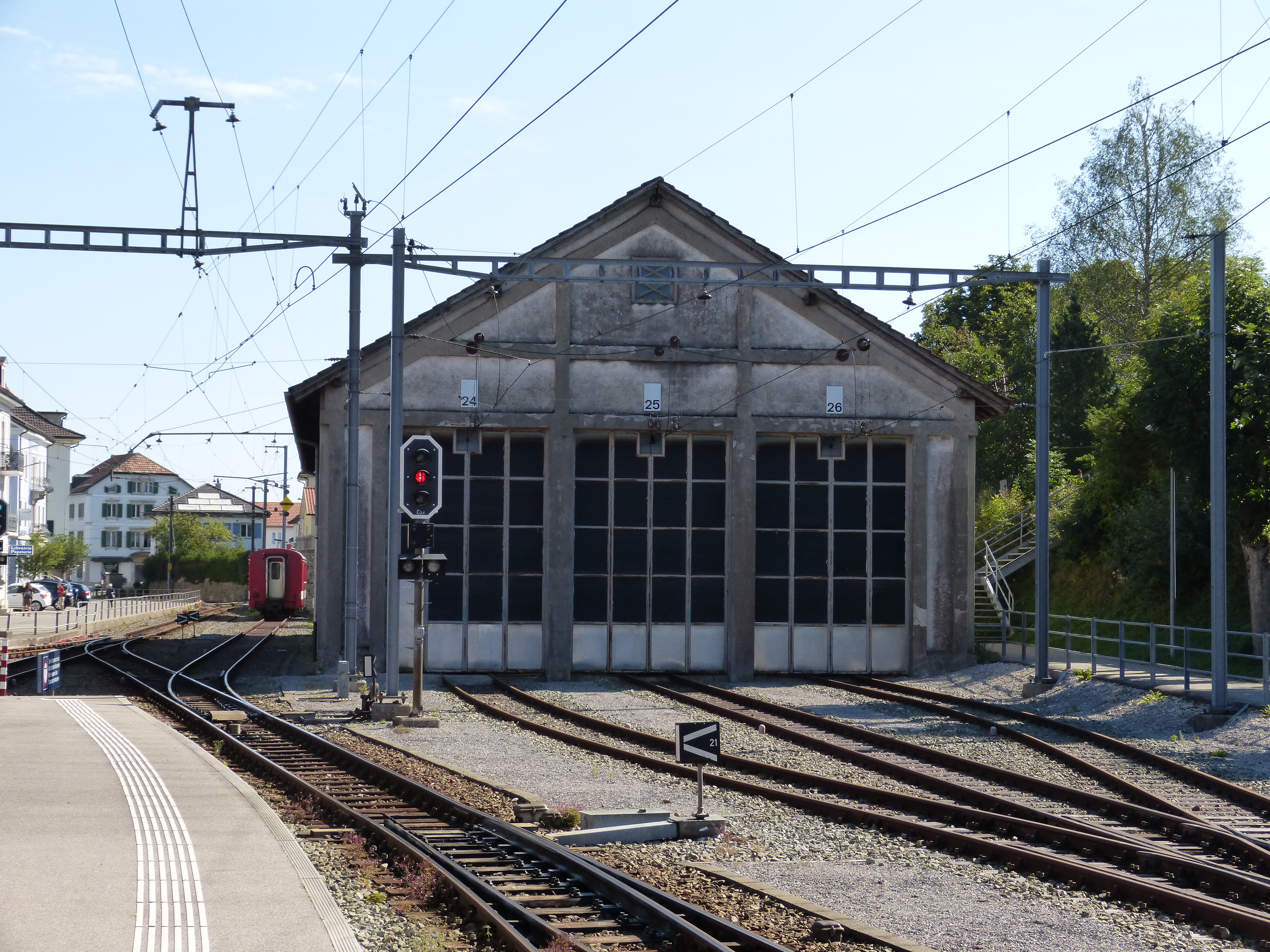
Depot (2015)
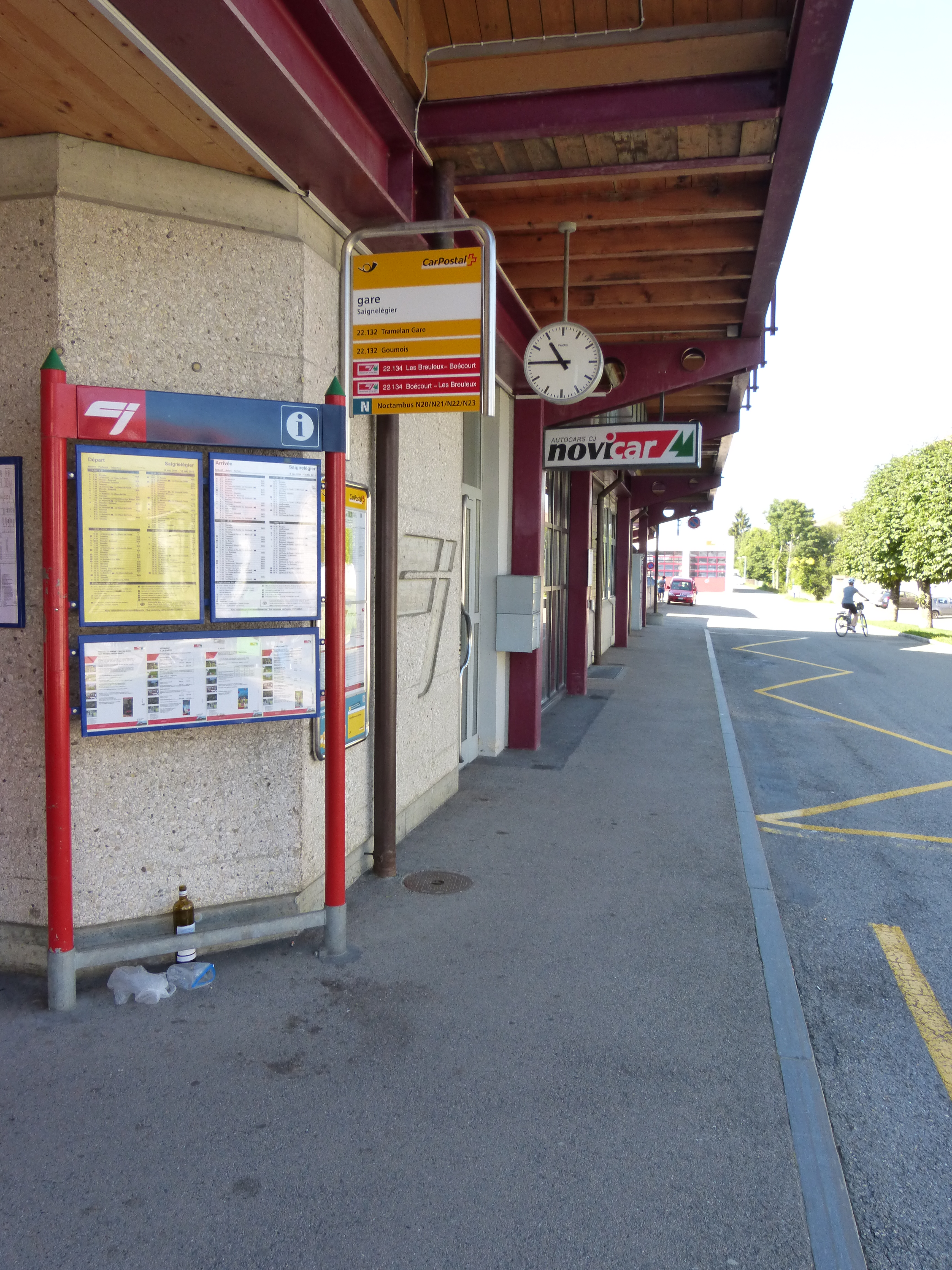
Bushaltestelle beim Bahnhof (2015)
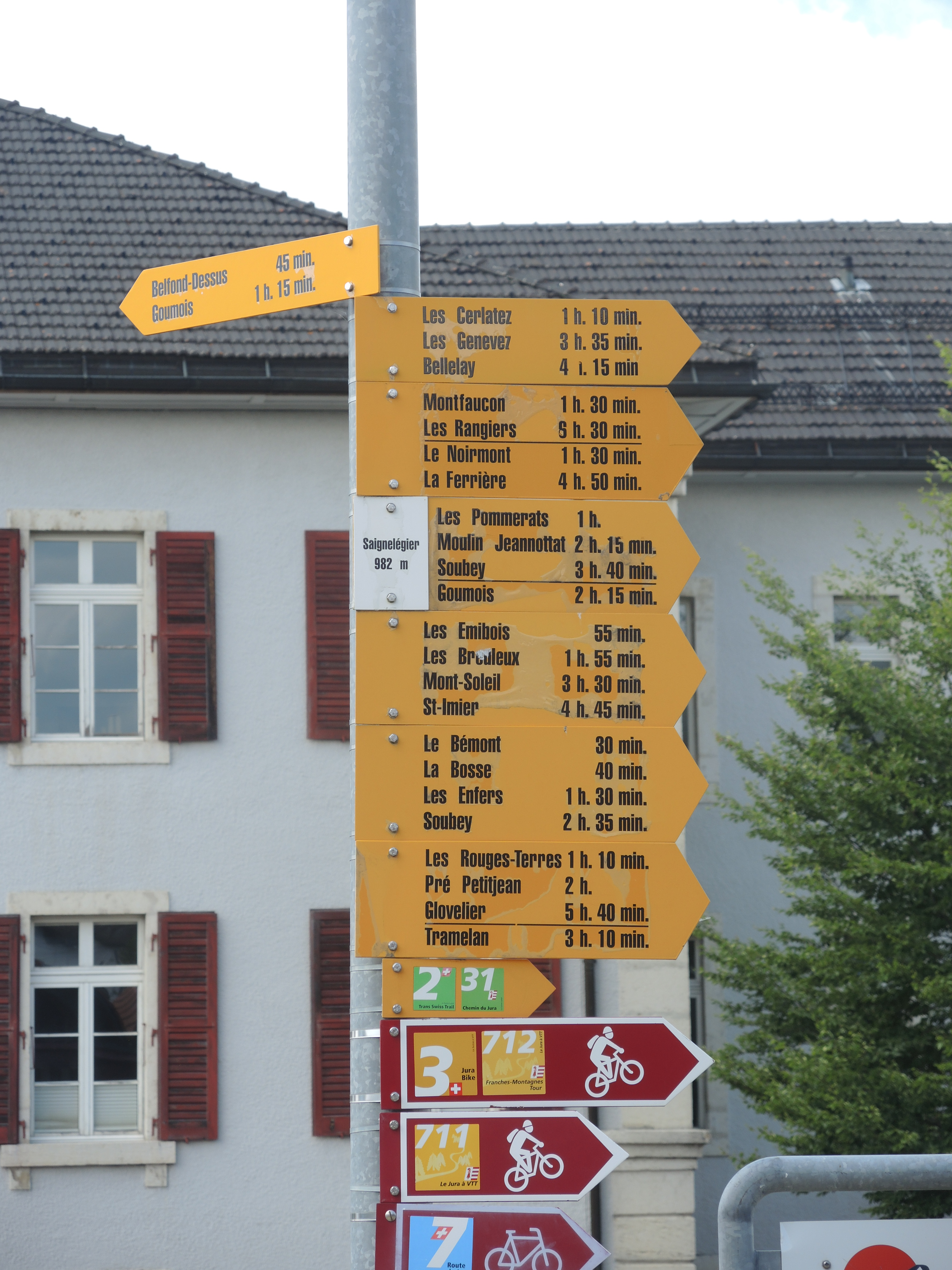
Wanderwegweiser beim Bahnhof (2022)
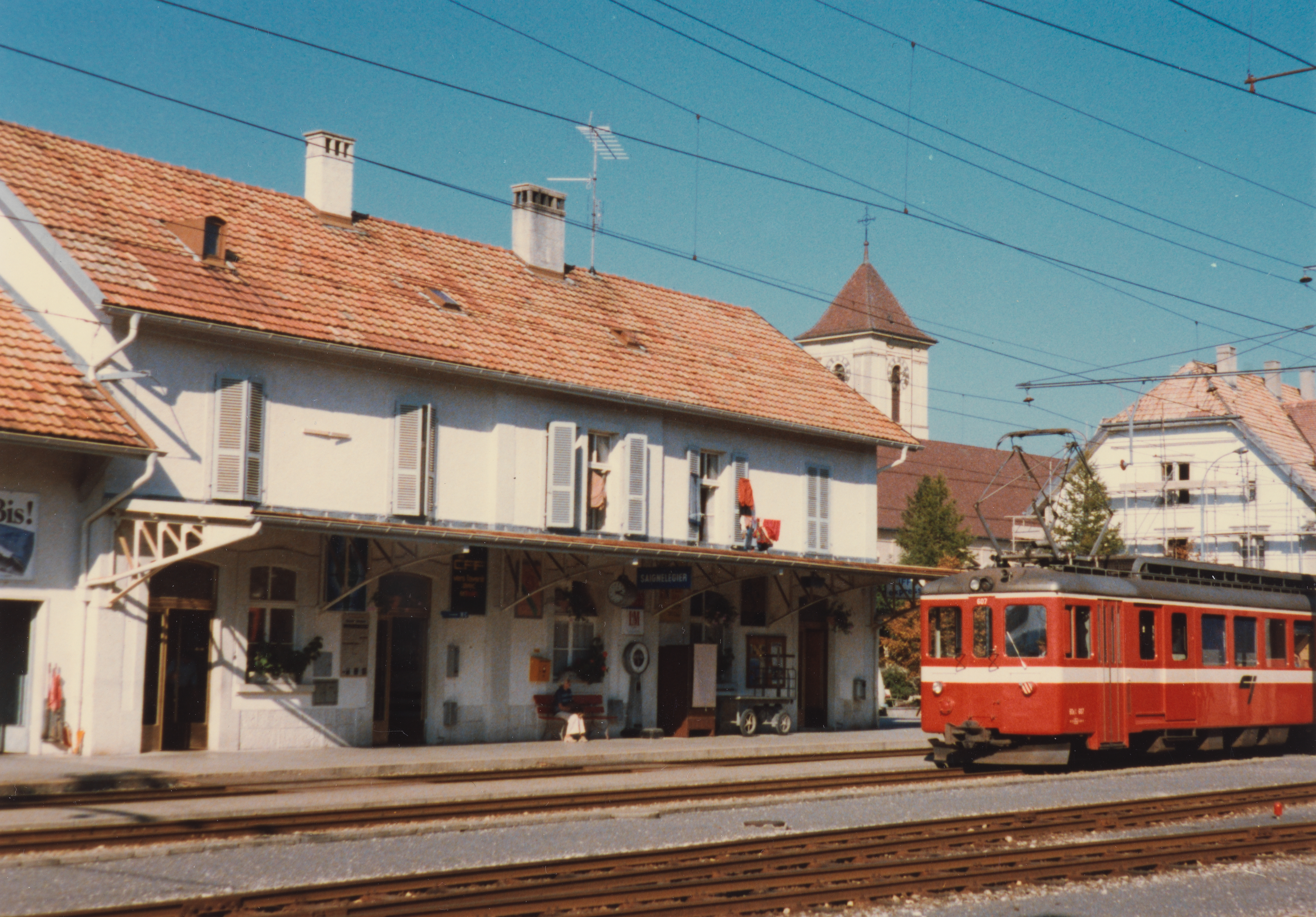
Bahnseite, altes Stationsgebäude (ca. 1985)
Bahnhof (1980)
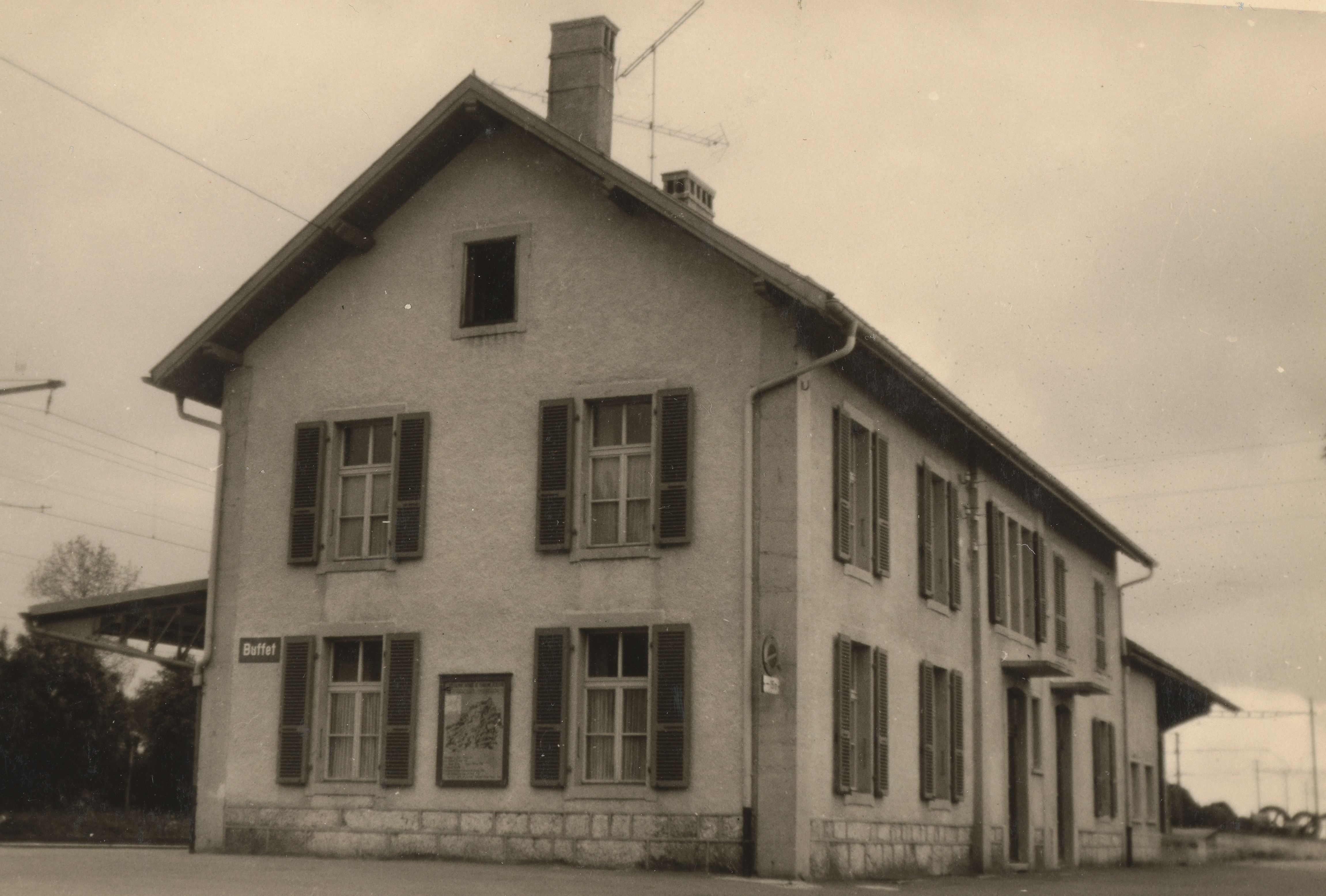
Strassenseite (ca. 1965)
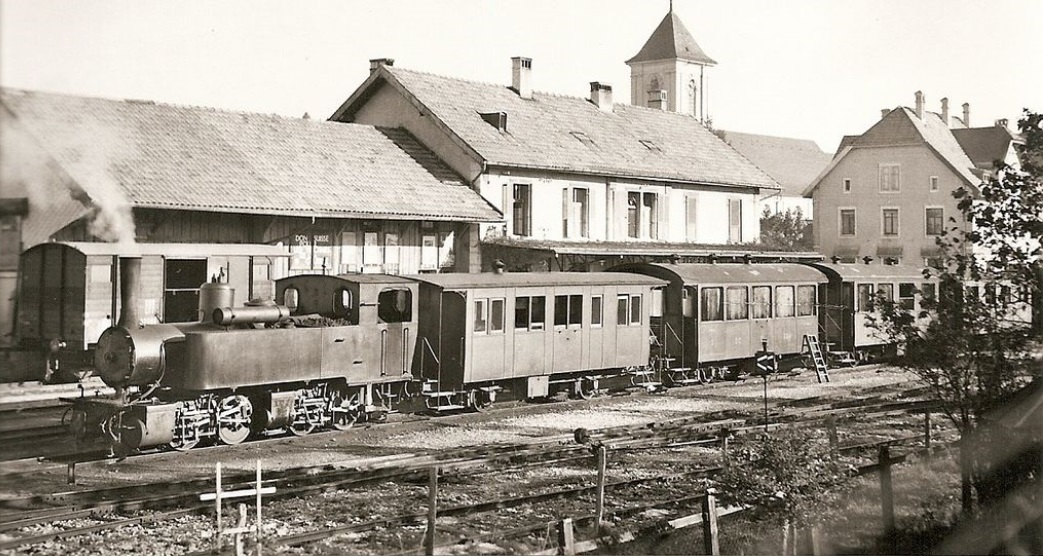
(ca. 1940)

## Geschichte

Luftbild (1955)

Im Jahr 1382 wird das Dorf erstmals unter dem Namen Sonnelegilier erwähnt. Schon bald entwickelte sich Saignelégier dank seiner Lage an einer wichtigen Strassenkreuzung der Freiberge zu einem bedeutenden Handelsplatz. Das Dorf gehörte zur Herrschaft Freiberge, die dem Fürstbistum Basel unterstand. Im 17. Jahrhundert wurde es Residenz der Vögte dieser Herrschaft, die vorher vom Schloss Spiegelberg bei Muriaux aus verwaltet wurde. Von 1793 bis 1815 gehörte Saignelégier zu Frankreich und war anfangs Teil des Département du Mont-Terrible, ab 1800 mit dem Département Haut-Rhin verbunden. Durch den Entscheid des Wiener Kongresses kam der Ort 1815 an den Kanton Bern und wurde Hauptort des Distrikts Franches-Montagnes. Im Saignelégier erschien die Zeitung Le Franc-Montagnard. Am 1. Januar 1979 kam Saignelégier an den neu gegründeten Kanton Jura. Nachdem die Stimmberechtigten im Juni 2007 die Fusionsvorlage gutgeheissen hatten, haben sich Saignelégier, Les Pommerats und Goumois mit Wirkung auf den 1. Januar 2009 zur neuen Gemeinde Saignelégier zusammengeschlossen.

## Persönlichkeiten
- Léon Froidevaux (1876–1931), Journalist und Musiker
- Antonio Erba (* 19. Juli 1914 in Locarno; † 7. April 1986 in Saignelégier), Tessiner Kunstmaler, Politiker[6]
- Romain Berberat (1934–1993), Offizier, Bankdirektor und Politiker (CVP)
- Jean-Pierre Beuret (* 1947), Politiker (PCSI)
- Zouc, eigentlich Isabelle von Allmen (* 1950), Schauspielerin und Kabarettistin

## Sehenswürdigkeiten
Das Zentrum des Ortes bildet die Pfarrkirche Notre-Dame de l’Assomption, die im neubarocken Stil 1927–28 errichtet wurde. Sie enthält einen reich geschmückten Hauptaltar aus der ersten Hälfte des 18. Jahrhunderts, der aus dem Kloster Bellelay stammt. Saignelégier gehörte zur Pfarrei Montfaucon, obwohl bereits 1397 eine erste Kapelle im Ort errichtet wurde. Seine kirchliche Unabhängigkeit erlangte Saignelégier 1629 mit dem Bau der ersten Kirche. Ebenfalls im Dorfzentrum befindet sich der trutzige Bau der einstigen Burgvogtei, ein Gebäude aus dem 17. Jahrhundert mit einem Walmdach und einem 1775 angebauten Gefängnisturm.
Der Weiler Les Cerlatez hat sechs charakteristische Freiberger Jurabauernhäuser mit weissgetünchten Fassaden aus dem 17. und 18. Jahrhundert bewahrt. Die Wohnräume, Arbeitsräume und Stallungen sind alle unter einem grossflächigen Dach vereint, das den rauen Winden der Region eine möglichst kleine Angriffsfläche entgegenstellt.
Eine bedeutende Natursehenswürdigkeit bildet der seit 1963 unter Naturschutz stehende Moorsee Étang de la Gruère, rund 4 km südöstlich von Saignelégier.

## Bilder

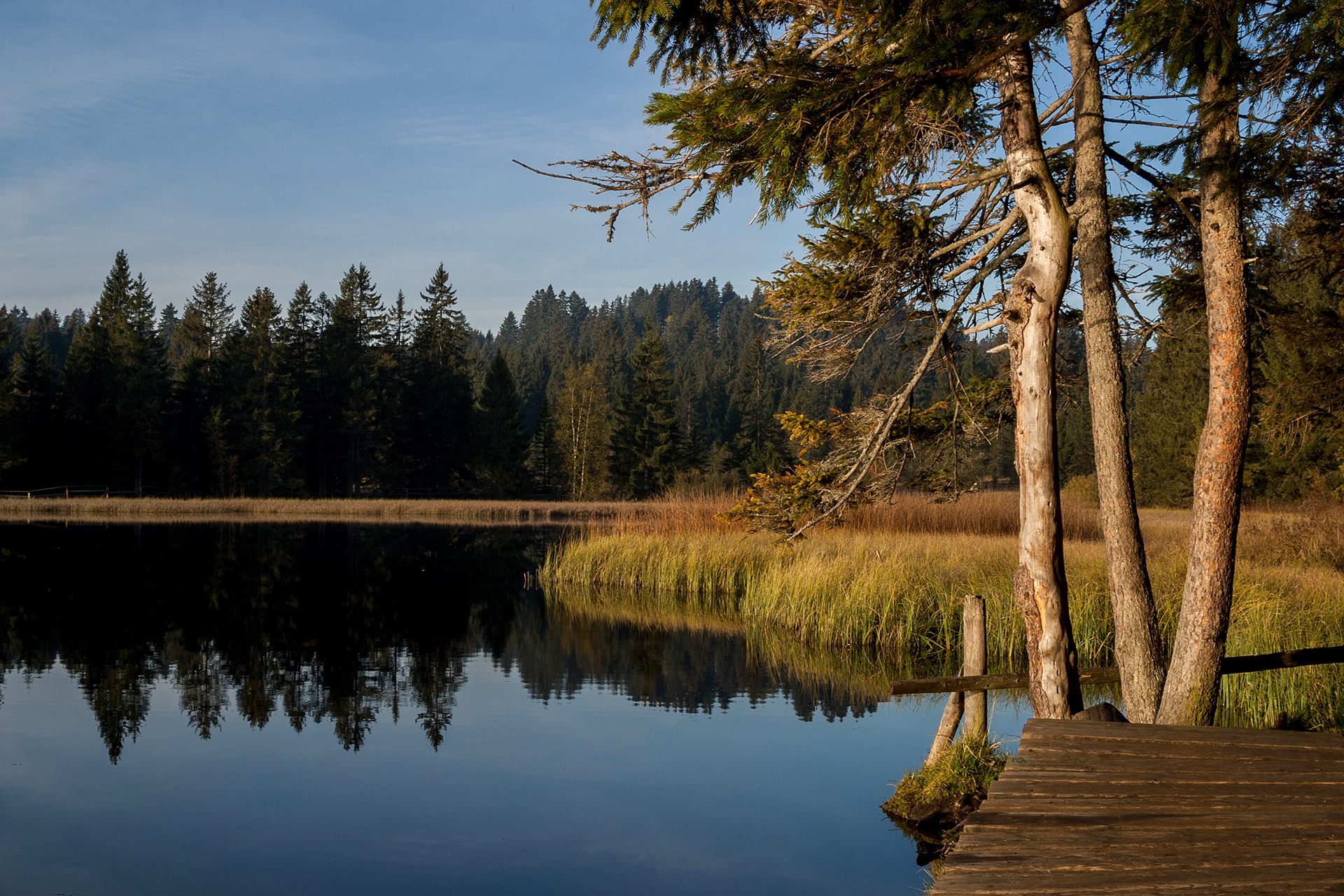
Étang de la Gruère
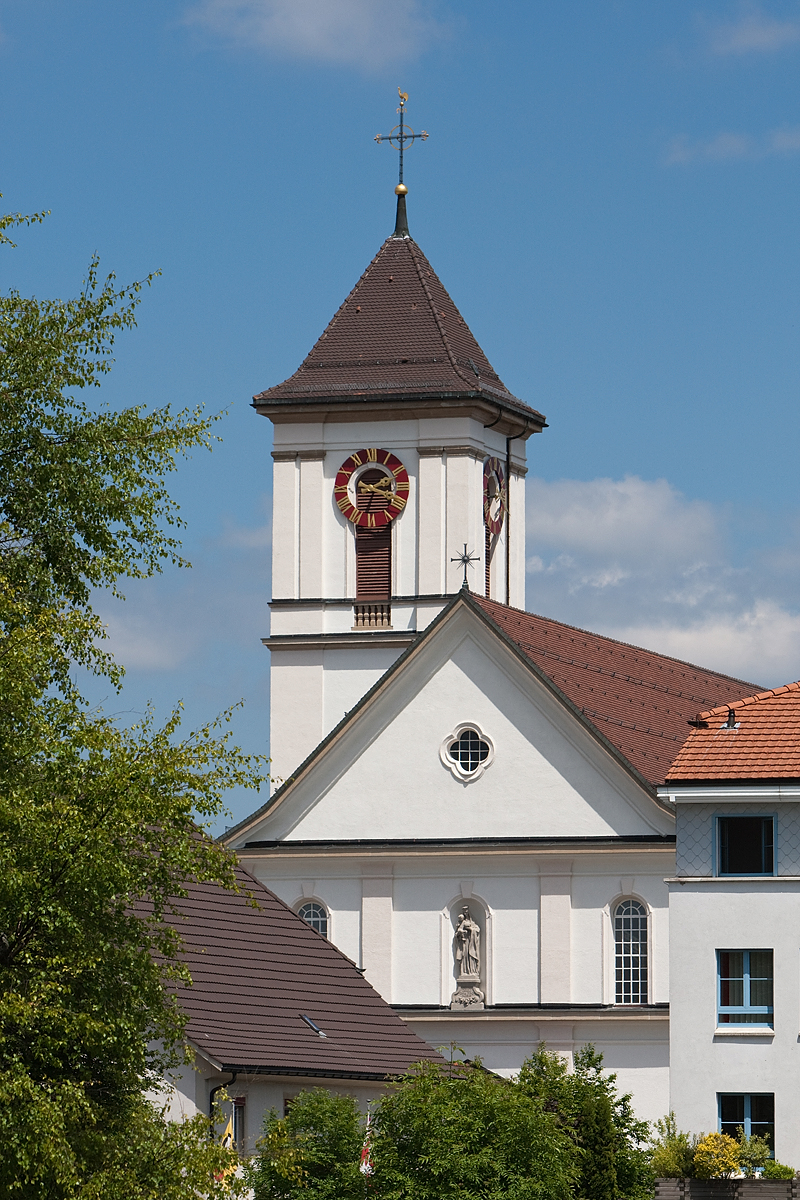
Eglise Notre-Dame de l’Assomption
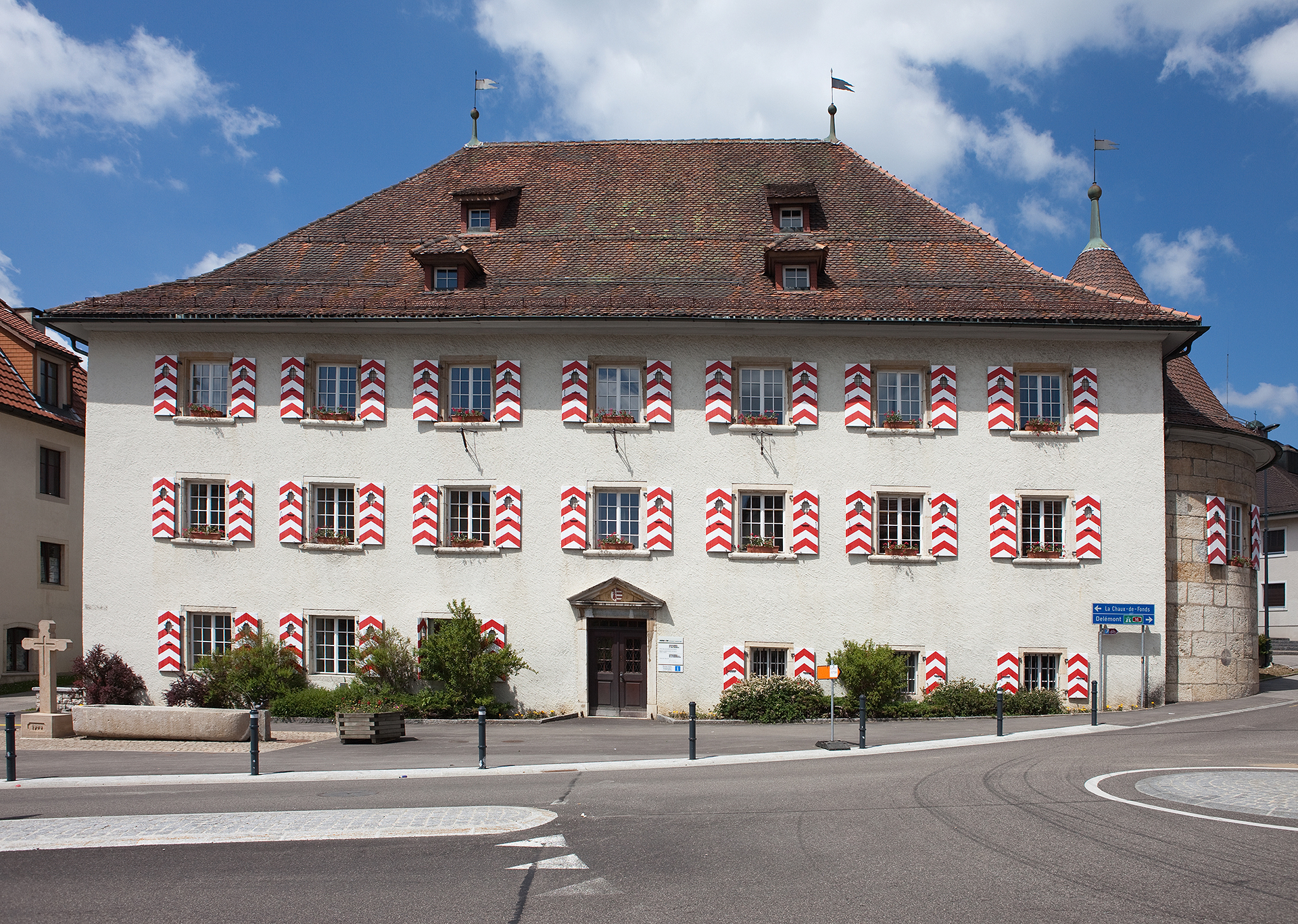
Burgvogtei
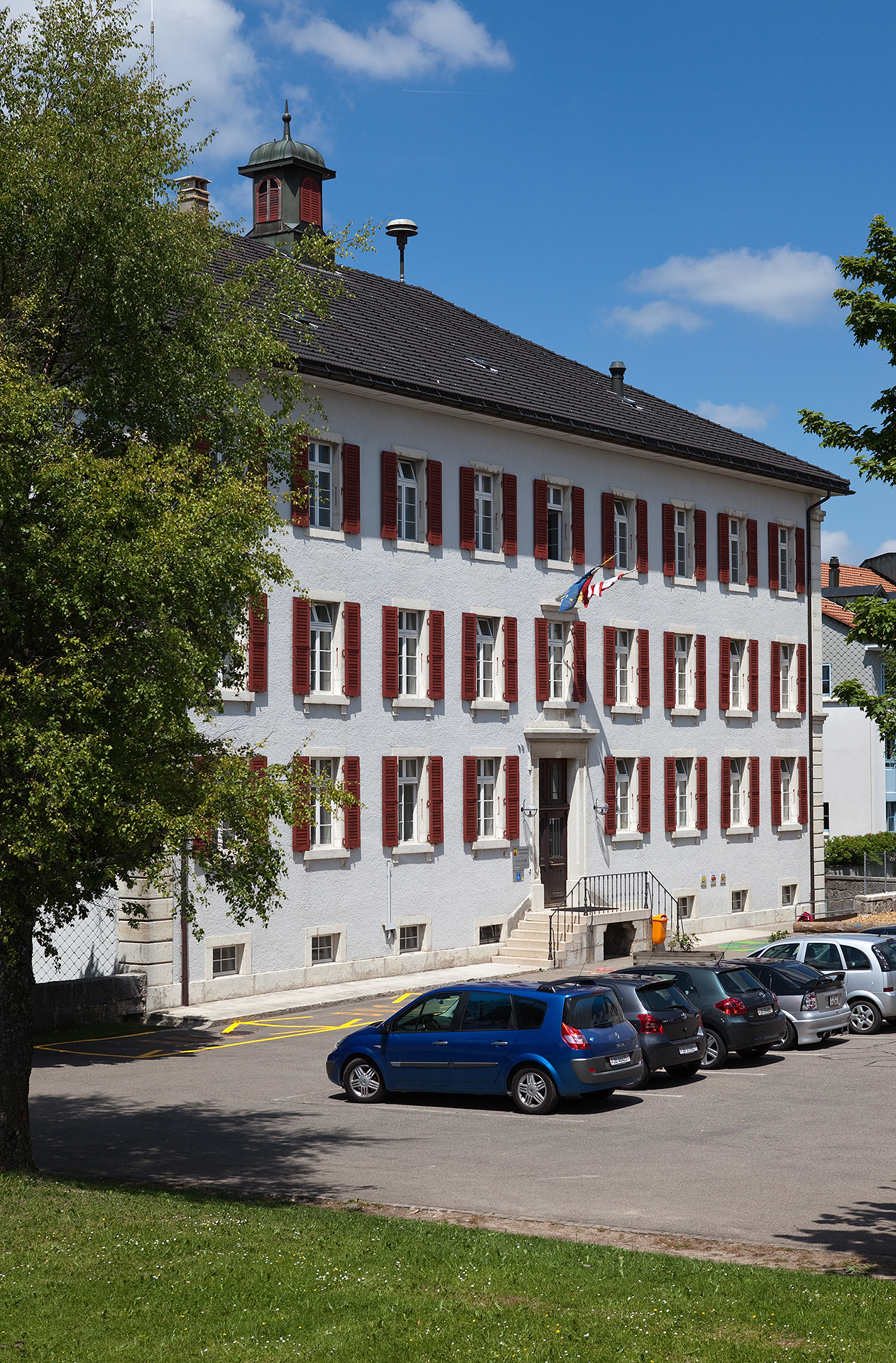
Altes Schulhaus
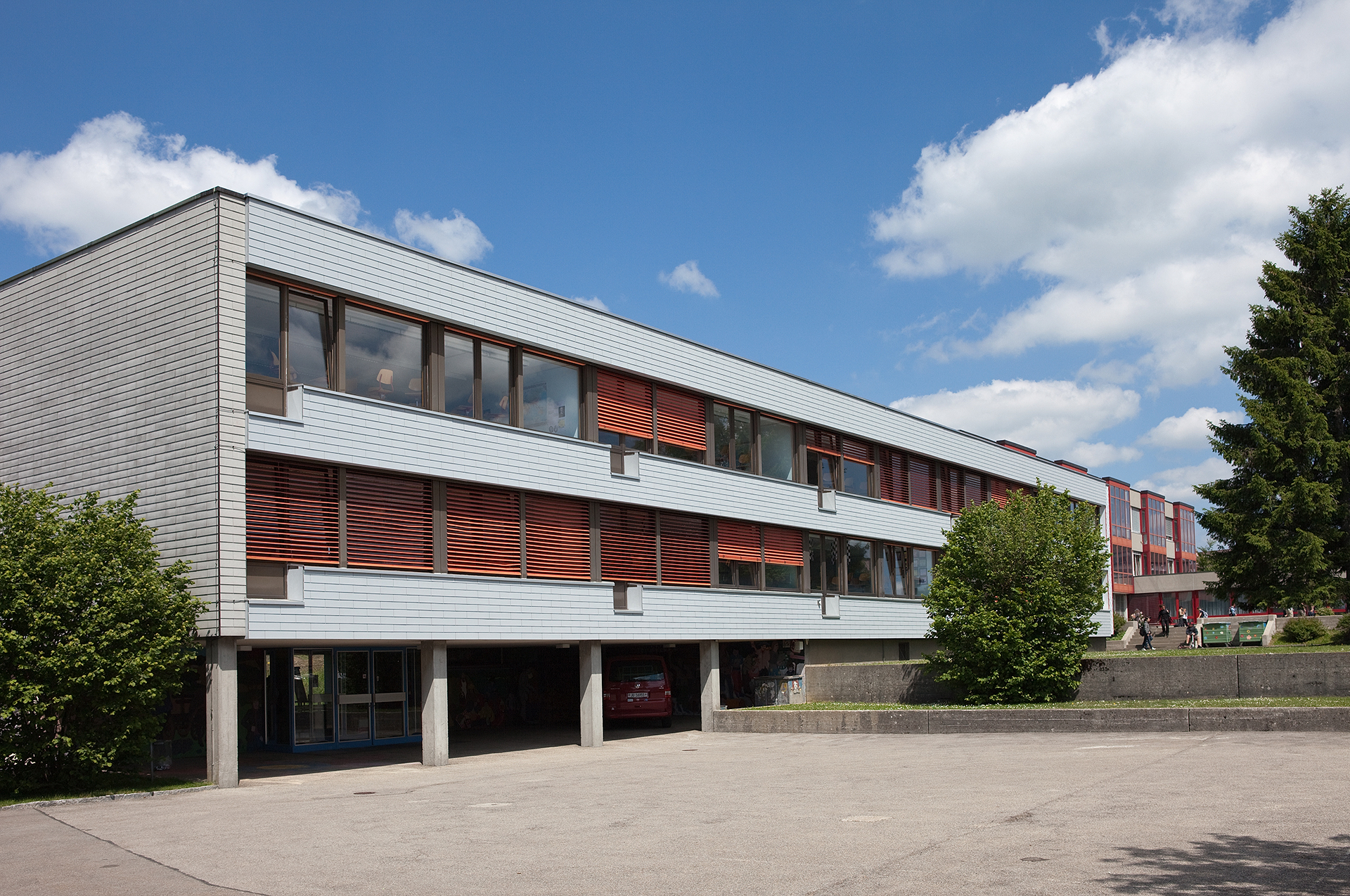
Schulhaus
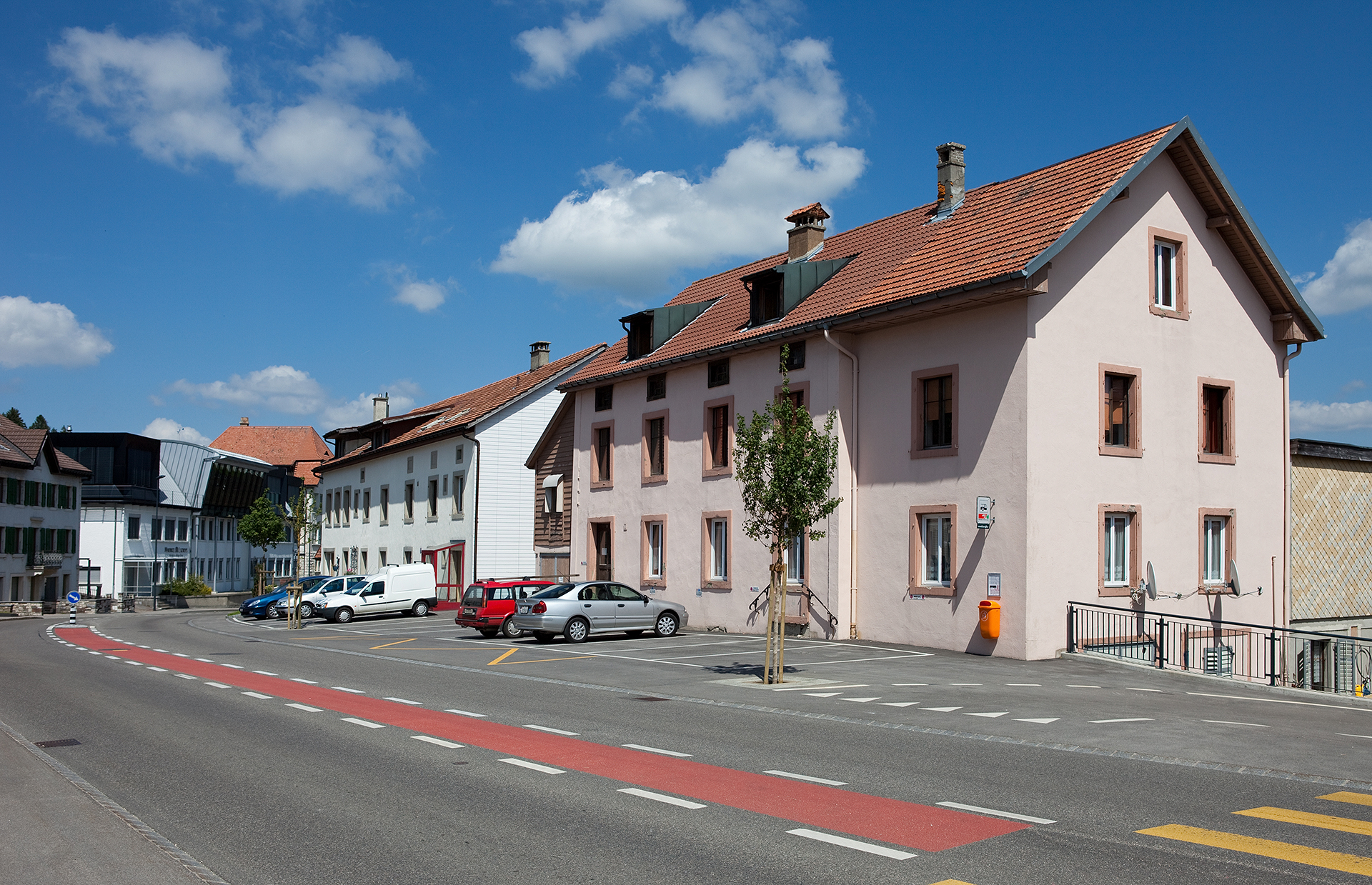
Rue de l’Hôpital